# Montipora granulosa
Montipora granulosa är en korallart som beskrevs av Bernard 1897. Montipora granulosa ingår i släktet Montipora och familjen Acroporidae. Inga underarter finns listade i Catalogue of Life.